# 井原勝美
井原 勝美（いはら かつみ、1950年9月24日 - ）は、日本の実業家。ソニー代表執行役副社長を経て、ソニーフィナンシャルホールディングス代表取締役社長や、同社取締役会長、ソニー生命保険代表取締役社長、同社取締役会長等を歴任した。

## 人物・経歴
島根県松江市出身。島根県立松江北高等学校を経て、1973年東京工業大学工学部経営工学科卒業。高原康彦研究室出身。同年三井情報開発入社。1989年スタンフォード大学経営大学院修了、経営学修士（M.Sc. in Business）。ソニーで、エリクソンの携帯電話事業との統合などにあたり、2005年にはソニー取締役代表執行役副社長に昇格。
2009年ソニーフィナンシャルホールディングス代表取締役副社長。2010年ソニーフィナンシャルホールディングス代表取締役社長。2011年ソニー生命保険代表取締役社長。2015年ソニー生命保険取締役会長。2016年ソニーフィナンシャルホールディングス取締役会長。2018年日立製作所取締役。2019年ベネッセホールディングス取締役。